# 遇岩
38°34′19″N 121°38′23″E / 38.57192°N 121.63976°E
遇岩是中华人民共和国辽宁省大连市南部的无人礁石，又名财神礁，是中国领海基线点之一，距大连海岸线约18海里（33公里）。

## 礁石概况
遇岩属于大陆基岩岛，面积约300平方米，呈东西走向，中部被海浪隔开。东部小岛海拔约20多米 , 上设有一乳白色灯塔；西部小岛稍矮，孤立分散，低潮时两岛底部相连。 礁石岩石裸露，无土质和植被。遇岩附近常有大量海鱼常做短期栖息与觅食，吸引海钓爱好者前来。每年6月和9月礁石附近海域风浪平和，可以登岛。

## 保护区
中华人民共和国农业部于2017年在遇岩附近设立大连遇岩礁海域国家级水产种质资源保护区，总面积471.95公顷，含核心区380.50公顷，实验区91.45公顷，范围为以下4个拐点顺次连线围成的海域（38°33′46″N，121°37′32″E；38°33′46″N，121°38′41″E；38°35′18″N，121°40′12″E；38°35′18″N，121°39′03″E）；特别保护期为每年4月1日～8月31日；主要保护黄条鰤、圆斑星鲽、牙鲆、栉孔扇贝、光棘球海胆，其他保护对象为仿刺参、皱纹盘鲍、香螺等野生资源。